# Miroslav Stefan Marusyn
Miroslav Stefan Marusyn, né le 26 juin 1924 à Kniażach (Pologne, aujourd'hui en Ukraine) et mort le 21 septembre 2009  à Rome, est un archevêque de l'Église grecque-catholique ukrainienne.

## Biographie
Miroslav Stefan Marusyn est ordonné prêtre le 2 mai 1948. 
Ayant rejoint les services de la curie romaine, il est nommé évêque titulaire de Cadi (de) par Paul VI le 27 juin 1974. Il reçoit la consécration épiscopale le 28 juillet suivant des mains de Ivan Bucko. Il exerce notamment les fonctions de visiteur apostolique pour les fidèles de l'Église grecque-catholique ukrainienne en Europe occidentale.
Il est nommé secrétaire de la congrégation pour les Églises orientales le 14 septembre 1982 par Jean-Paul II. Il conserve cette fonction jusqu'à sa retraite le 11 avril 2001. Il meurt à Rome le 21 septembre 2009.